# Fiodor Aleksopol
Fiodor Panteleïmonovitch Aleksopol (en russe : Фёдор Пантелеймонович Алексополь), né en 1758, décédé après 1816, fut l'un des commandants de l'Armée impériale de Russie, pendant les guerres napoléoniennes. Il était issu d'une famille de la noblesse grecque.

## Biographie
Il fut admis le 2 décembre 1775 au Corps des cadets. Le 16 juin 1781, promu lieutenant, il fut incorporé au 70e régiment d'infanterie Riajski.
Entre 1787 et 1791, le lieutenant Aleksopol prit part à la guerre russo-turque et s'y distingua lors des prises des forteresses d'Otchakov et d'Izmaïl. Ses prouesses militaires lui permirent de monter rapidement les échelons militaires. Le 28 avril 1799, il reçut le commandement du 15e régiment de chasseurs. (plus tard celui-ci prendra le nom de 14e régiment de chasseurs). Le 8 juin 1800, il est promu colonel et de 1800 à 1802, il prit part à des actions militaires dans le Caucase. Le 17 décembre 1802, il fut placé à la tête du 18e régiment de chasseurs et élevé, le 12 décembre 1807, au grade de major-général. Il commanda, l'année suivante, la 23e division d'infanterie. Pendant la Guerre patriotique de 1812, il fit part de grande bravoure à la bataille de Smolensk.
À la bataille de Borodino, placé à la tête d'un régiment de chasseurs, il occupa le centre de la position russe. L'Armée impériale de Russie ayant engagé toutes ses forces dans la bataille, il prit le commandement de la contre-attaque et captura la redoute Rayevski. Des soldats placés sous son commandement capturèrent le général français Bonamy (dit de Bellefontaine). Au cours de cet affrontement sanglant, le major-général fut blessé à la jambe gauche, au-dessus du genou.
En 1813, le major-général Aleksopol fut muté dans l'Armée de réserve stationnée en Pologne. Au cours de la Campagne de France de 1814, il fut placé à la tête des 4e et 21e divisions d'infanterie de l'Armée de réserve.
Fiodor Panteleïmonovitch Aleksopol fut réformé le 14 mars 1816 pour cause de blessure et perçut dès lors une retraite pleine et entière. Il vécut dans la ville d'Opotchka (région de Pskov).

## Sources
- (ru) Cet article est partiellement ou en totalité issu de l’article de Wikipédia en russe intitulé « Алексополь, Фёдор Пантелеймонович » (voir la liste des auteurs).